# Małgorzata Czarnocka
Małgorzata Czarnocka – polska filozofka, profesor nauk humanistycznych.

## Życiorys
Stopień doktora nauk humanistycznych uzyskała w 1984 roku w Instytucie Filozofii i Socjologii Polskiej Akademii Nauk. Habilitowała się tamże w dziedzinie nauk humanistycznych w 1993 roku. Uzyskała tytuł profesora nauk humanistycznych w 2011 roku. Od 1984 do 2022 roku pracowała w Instytucie Filozofii i Socjologii Polskiej Akademii Nauk, gdzie pracuje ponownie od 2023 roku. 
Należy do stowarzyszenia filozoficznego International Society for Universal Dialogue. 

## Dorobek naukowy
Jej zainteresowania badawcze obejmują: filozofię nauki, ogólną teorię poznania, filozofię dialogu, antropologię filozoficzną, metafilozofię czy ontologię.
Jest redaktorką naczelną czasopisma naukowego „Dialogue and Universalism” oraz współzałożycielką i redaktorką czasopisma „Filozofia nauki. Studia filozoficzne i interdyscyplinarne”.

### Publikacje (wybór)
- Kryteria istnienia w naukach przyrodniczych (1986)[2]
- Doświadczenie w nauce. Analiza epistemologiczna (1992)[2]
- Podmiot poznania a nauka (Monografie FNP, 2003)[2]
- Droga do koncepcji prawdy symbolicznej (2009)[2]
- A Path to a Symbolic Conception of Truth (2017)[2]
- Koncepcje podmiotu poznania we współczesnej filozofii (2017)[2]